# Jungfru Marie himmelsfärd
Jungfru Marie himmelsfärd, även kallad Jungfru Marias upptagning i himmelen, (latin Assumptio Mariae) är en förpliktigad helgdag inom den romersk-katolska kyrkan som firas den 15 augusti. 
Enligt en tidig romersk-katolsk och östortodox uppfattning har Jungfru Maria tagits upp till himlen med kropp och själ; detta firas i både öst- och västkyrkan den 15 augusti, men blev en romersk-katolsk dogm först 1950 då påve Pius XII uttalade sig ex cathedra i och med den apostoliska konstitutionen Munificentissimus Deus. Inom den östortodoxa kyrkan kallas högtiden för Guds moders avsomnande.
Med hänvisning till att Jungfru Marie himmelsfärd saknar belägg i Bibeln, lärs inte detta i vissa protestantiska kyrkor. I evangelisk-luthersk tradition finns dock stöd för läran bland annat i Augsburgska bekännelsens apologi, där det medges att Maria ber för kyrkan.